# BitchX
BitchX ist ein populärer freier IRC-Client. Die ursprüngliche Implementierung war ein Script für ircII. Colten Edwards schrieb BitchX dann als eigenständiges Programm um. BitchX ist in C geschrieben und als Konsolenapplikation ausgelegt, er funktioniert unter den meisten Unix-ähnlichen Betriebssystemen.
BitchX unterstützt sowohl IPv6 als auch SSL und kann zu mehreren Servern gleichzeitig verbinden. Ein Mangel ist die fehlende UTF-8-Unterstützung.